# Nops farhati
Nops farhati är en spindelart som beskrevs av Prosen 1949. Nops farhati ingår i släktet Nops och familjen Caponiidae. Inga underarter finns listade i Catalogue of Life.